# Ondina (mitologia)

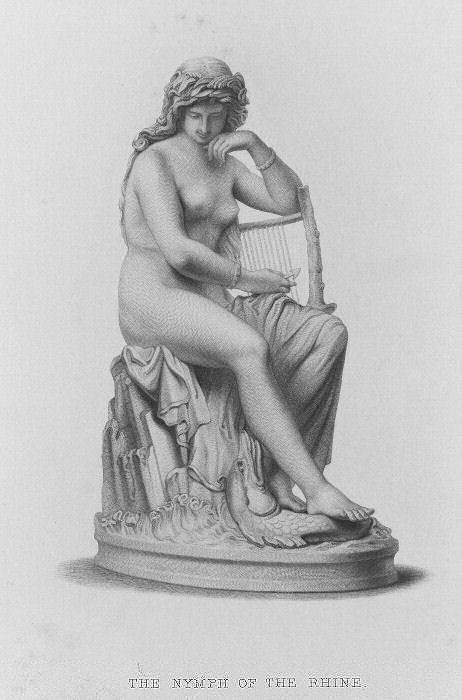
Ondina con un'arpa di Ludwig Michael von Schwanthaler (1855).

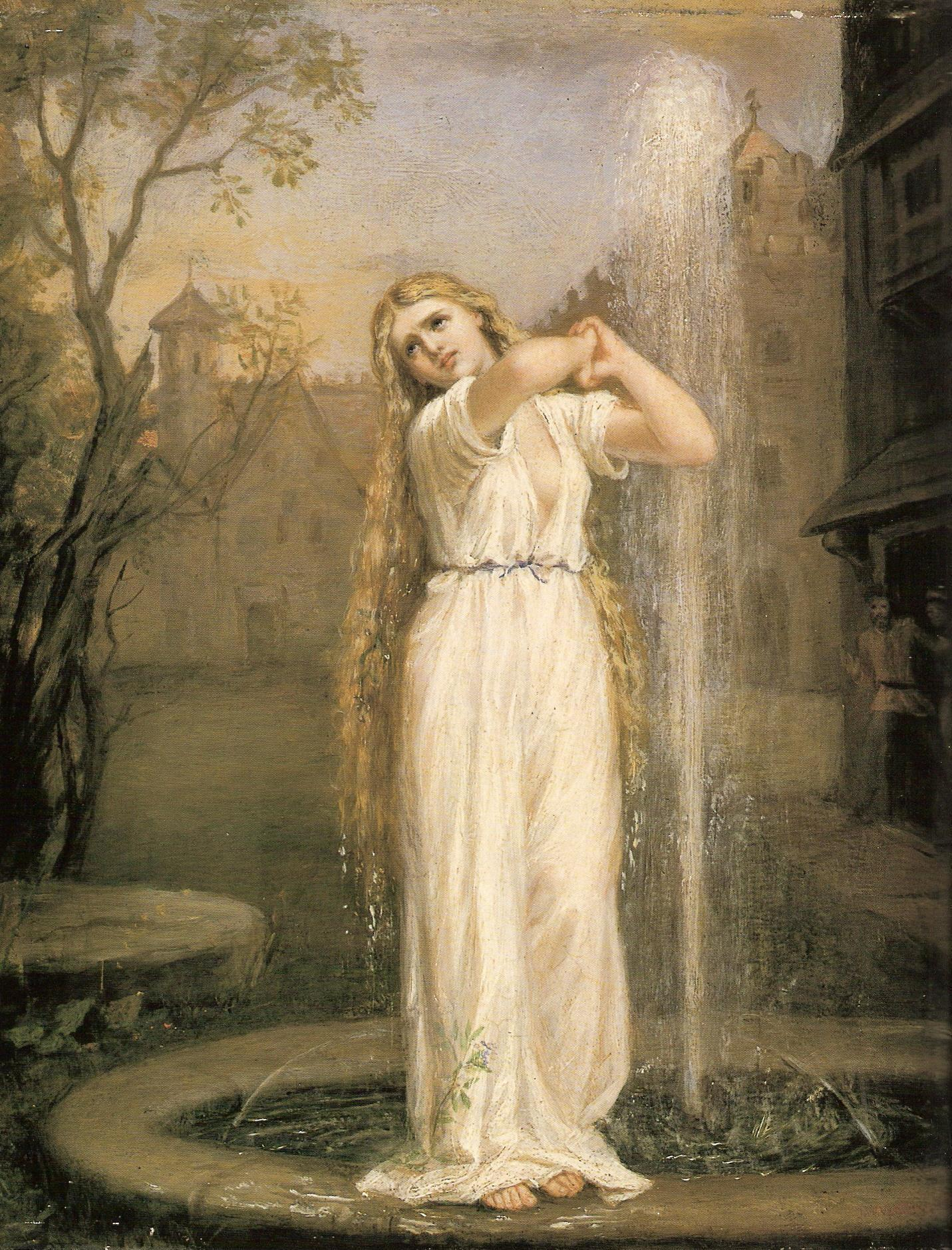
Ondine, di John William Waterhouse (1872).

Le ondine, o undine (dal latino unda - onda), sono creature leggendarie elencate fra gli elementali dell'acqua nelle opere sull'alchimia di Paracelso. Sono anche parte del folklore europeo, in cui appaiono descritte, in genere, come creature affini alle fate; il nome può essere usato anche per altri spiriti acquatici simili.
Secondo la tradizione, le ondine sono prive di anima (e quindi è loro precluso l'accesso al Paradiso dopo la morte), ma possono guadagnarsene una sposando un uomo mortale. Le ondine sono presenti anche nel folklore germanico, dove sono creature misteriose simili alle sirene greche, che abitano i fiumi e che talvolta attirano gli uomini fino a farli annegare. Sono in genere rappresentate come donne bellissime con la coda di pesce.
A seconda delle tradizioni, sono considerate esseri maligni, innocui, o addirittura amichevoli.

## Caratteristiche delle ondine
Secondo le teorie avanzate da Paracelso, un'ondina è una ninfa o uno spirito acquatico, l'elementale dell'acqua. Le ondine si trovano, di solito, in laghi, foreste e cascate. Hanno voci meravigliose, che, a volte, possono essere udite sovrapposte allo scrosciare dell'acqua. Secondo alcune leggende, le ondine non possono avere un'anima fino a che non sposano un uomo e non gli danno alla luce un figlio. Questa loro caratteristica le ha portate ad essere molto popolari nella letteratura romantica e tragica.

## Ondine famose
Una celebre ondina del folklore germanico era Lorelei, cui anche Heinrich Heine dedicò una celebre poesia (Libro dei canti, 1827). Secondo la leggenda, sedeva su una roccia del Reno (che ha preso il suo nome) e distraeva i pescatori con il suo canto, facendo sì che non si accorgessero dei pericoli della corrente. Un esempio di ondine in qualche modo amichevoli appare invece nel Nibelungenlied, in cui i Burgundi, mentre attraversano il Danubio, vengono avvisati dalle ondine della pericolosità del loro viaggio (in realtà, l'avverarsi della profezia delle ondine si rivela inevitabile, per cui è dubbio se tale profezia si debba intendere come compassionevole).
Un'ondina celebre è quella di Ingeborg Bachmann, che incluse nella raccolta Das dreißigste Jahr (Il trentesimo anno, 1961) un racconto intitolato "Undine geht" (Ondina se ne va). Il racconto si ispira, a sua volta, alla novella "Undine" (1811) di Friedrich de la Motte Fouqué.

## Il Sonno dell'Ondina
In una storia germanica nota come Sonno dell'Ondina, Ondina è una ninfa acquatica. Era molto bella e, come tutte le ninfe, immortale. Tuttavia, se si fosse innamorata di un mortale e avesse dato alla luce suo figlio, avrebbe perso la sua immortalità.
Ondina alla fine si innamorò di un bel cavaliere, sir Lawrence, e i due si sposarono. Al momento di scambiarsi i voti, Lawrence giurò che l'avrebbe sempre amata e le sarebbe stato fedele. Un anno dopo il loro matrimonio, Ondina partorì suo figlio, e da quel momento cominciò ad invecchiare. Come l'attrattività fisica di Ondina diminuiva, Lawrence perdeva interesse verso di lei.
Un pomeriggio Ondina stava camminando vicino alle scuderie quando sentì il russare familiare di suo marito. Entrata nelle scuderie, trovò Lawrence addormentato fra le braccia di un'altra donna. Furiosa, Ondina puntò un dito verso di lui, che si svegliò di soprassalto come se il gesto l'avesse colpito realmente. Ondina allora lo maledisse, esclamando: "Tu mi hai giurato fedeltà con ogni tuo respiro, ed io ho accettato il tuo voto. Così sia. Finché sarai sveglio, potrai avere il tuo respiro, ma dovessi mai cadere addormentato, allora esso ti sarà tolto e tu morirai!".

## La maledizione di Ondina
La storia sopra riportata è alla base della maledizione di Ondina, il nome storico dell'ipoventilazione alveolare primitiva, una grave forma di apnea del sonno. Questa malattia causa la perdita del controllo automatico del respiro, il ché significa che ogni singolo respiro dev'essere cominciato volontariamente. Se non curata, i pazienti affetti da questa sindrome moriranno - come l'infedele sposo di Ondina - non appena si addormenteranno, dato che durante il sonno non potranno controllare il loro respiro.